# Baetis persecutor
Baetis persecutor är en dagsländeart som beskrevs av Mcdunnough 1939. Baetis persecutor ingår i släktet Baetis och familjen ådagsländor. Inga underarter finns listade i Catalogue of Life.